# Svartryggig trast
Svartryggig trast (Zoothera atrigena) är en fågel i familjen trastar inom ordningen tättingar.

## Utbredning och systematik
Fågeln förekommer enbart på ön Bougainville i norra Salomonöarna. Den kategoriserades tidigare som underart till Zoothera talaseae men urskiljs vanligen som egen art. 

## Status
IUCN kategoriserar den som nära hotad.